# 終極羅曼史
《終極羅曼史》（韓語：막판로맨스）本劇為JTBC電視台第五部網路劇，在Naver Tvcast平台於2017年10月23日播出。故事內容講述一名得到絕症的平凡女孩，利用她生命中剩餘的時間，跟她的理想型談一齣浪漫愛情劇。

## 劇情內容
一名罹患癌症末期的平凡女孩，即便如此，也不想要就此死去，想要充實地度過剩下的3個月。她左思右想後，想起從學生時代到現在，她的戀愛理想型！如果能在有限的現實生命裡與幻想的人度過最後的結局，讓她的27歲的人生變成一部愛情劇。於是，下定決心尋找像具有超級明星的人來談一場的美麗戀愛，並打算實現在愛情劇中的所有經典場面！於是，她利用這3個月的時間，發起三千萬元的尋人廣告，談一場合約戀愛。

## 主要演出
| 演員   | 角色   | 介紹 |
| 韓昇延 | 白世   | 在孤兒院長大的平凡女孩，名字叫白世，但跟百歲同音，卻罹患了癌症。想要在人生盡頭之前，去談一場渴望已久的夢幻戀愛。 |
| 李曙原 | 尹東俊 | 想要變成被稱為演技派的普通男子，因為長的像人氣男星，打算去做整容手術。                                           |
| 李曙原 | 池說優 | 外表長似花花公子的男明星，因此總是拍人氣浪漫愛情劇。                                                             |
| 旗安84 | 黃開孫 | 東俊好友，對自己總是有過份自信，覺得容易讓女人迷上。                                                             |
| 金朝宜 | 榮珠   | 白世的好友，是從孤兒院長大的同班同學。                                                                           |

## 分集標題
| 集數 | 播出日期   | 標題                        |
| ---- | ---------- | --------------------------- |
| 1    | 2017/10/23 | 我的名字是白世 （내 이름은 백세）         |
| 2    | 2017/10/24 | 從漢江大橋來的你 （한강대교에서 온 그대）       |
| 3    | 2017/10/25 | 沒關係，約定成功 （괜찮아 계약이야）       |
| 4    | 2017/10/26 | 比花還美 （꽃보다 멜로）               |
| 5    | 2017/10/27 | 他們生活的世界 （그들이 살아온 세상）         |
| 6    | 2017/10/30 | 在廢棄房子裡所發生的事 （폐건물에서 생긴 일） |
| 7    | 2017/10/31 | 又是誤會啊 （또, 오해다）             |
| 8    | 2017/11/01 | 懷有憐憫之愛 （연민을 품은 사랑）           |
| 9    | 2017/11/02 | 她生命中最後一次的緋聞 （그녀 생애 마지막 스캔들） |
| 10   | 2017/11/03 | 請回答2087 （응답하라 2087）             |

## 外部連結
- Naver Tvcast官方網站
- 必須推、一定定推的《終極羅曼史》作者 Minibee2 看板 Koreadrama （页面存档备份，存于）